# Dieter Schnabel (Rechtsanwalt)
Dieter Schnabel (* 18. Januar 1935 in Stuttgart; † 28. November 2024 in Ditzingen) war ein deutscher Rechtsanwalt, Kulturjournalist und Kommunalpolitiker.

## Leben
Aufgewachsen in seiner Geburtsstadt und im Nordschwarzwald, studierte er, nach dem Abitur am Gymnasium Feuerbach, Rechtswissenschaft, Germanistik und Geschichte an den Universitäten Tübingen, Bonn, Köln, Zürich und Freiburg im Breisgau, wo er die Erste juristische Staatsprüfung ablegte. Nach dem Referendariat in Ludwigsburg, Berlin, Vaihingen an der Enz, Düsseldorf und Stuttgart, wo er die Zweite juristische Staatsprüfung ablegte, war er selbständiger Rechtsanwalt mit eigener Kanzlei, ab 1970 in Ditzingen.
Sein Spezialgebiet war das Strafrecht. Er war, entgegen deren erklärtem Willen, Pflichtverteidiger von Holger Meins, Andreas Baader und Johannes Thimme in den sogenannten Stammheimer RAF-Prozessen. Von 1972 bis 1976 war er Vorstandsmitglied der Rechtsanwaltskammer Stuttgart. Seit Anfang der 1960er Jahre arbeitet er für in- und ausländische Printmedien und Rundfunkanstalten, hauptsächlich als Theaterkritiker und war als solcher ein entschiedener Gegner des sogenannten Regietheaters.
Im Jahr 1986 war Dieter Schnabel Gründungsmitglied des Deutschen Journalistenverbands (DJV) in Baden-Württemberg, dessen Ehrenmitglied der jahrzehntelange Vorsitzende von dessen Fachausschuss Freie Journalisten er seit 2010 war. Bereits 2008 wurde er Ehrenmitglied des Deutschen Journalistenverbands, dessen Fachausschuss Freie Journalisten er neun Jahre lang leitete. Von 1992 bis 2007 amtierte er als Tagungspräsident der alljährlich auf Bundesebene stattfindenden DJV-Verbandstage. Von 2000 bis 2006 war er 1. Vorsitzender des Verbands der deutschen Kritiker e. V.
Seit 1978 war Dieter Schnabel Mitglied des Gemeinderats der Großen Kreisstadt Ditzingen, seit 1984 Fraktionsvorsitzender der Unabhängigen Bürger, einer parteilosen Wählervereinigung, deren 1. Vorsitzender er seit der Gründung 1975 war. 1984 war Dieter Schnabel Gründungsmitglied des Kultur- und Kunstkreises Ditzingen e. V., dessen 1. Vorsitzender er bis zu seinem Tod war.
Er war der Vater von Abt Nikodemus Schnabel.

## Auszeichnungen
- 1988 Goldenes Ehrenzeichen der Festspielgemeinde Bregenz
- 1992 Ehrennadel des Landes Baden-Württemberg
- 1998 Silberne Ehrennadel des Württembergischen Landessportbunds e. V.
- 2006 Bundesverdienstkreuz am Bande[3]
- 2007 Goldene Ehrennadel des Württembergischen Tennis-Bundes e. V. (dessen Rechtskommission er von 1983 bis 2007 als Vorsitzender leitete)
- 2021: Staufermedaille in Gold des Ministerpräsidenten von Baden-Württemberg[4]

## Veröffentlichungen
- Zuweilen muss einer da sein, der gedenkt. Blätter der Erinnerung an Komponisten, Schriftsteller und Theaterleute, 2003, ISBN 978-3-8330-0015-7

Zudem veröffentlichte Dieter Schnabel zahlreiche Beiträge in Tageszeitungen und Fachzeitschriften, von denen viele auch im Hörfunk gesendet wurden, sowie in Theaterprogrammheften.